# 比绍夫斯迈斯
比绍夫斯迈斯是德国巴伐利亚州的一个市镇。总面积46.30平方公里，总人口3240人，其中男性1674人，女性1566人（2011年12月31日），人口密度70人/平方公里。